# 北河街

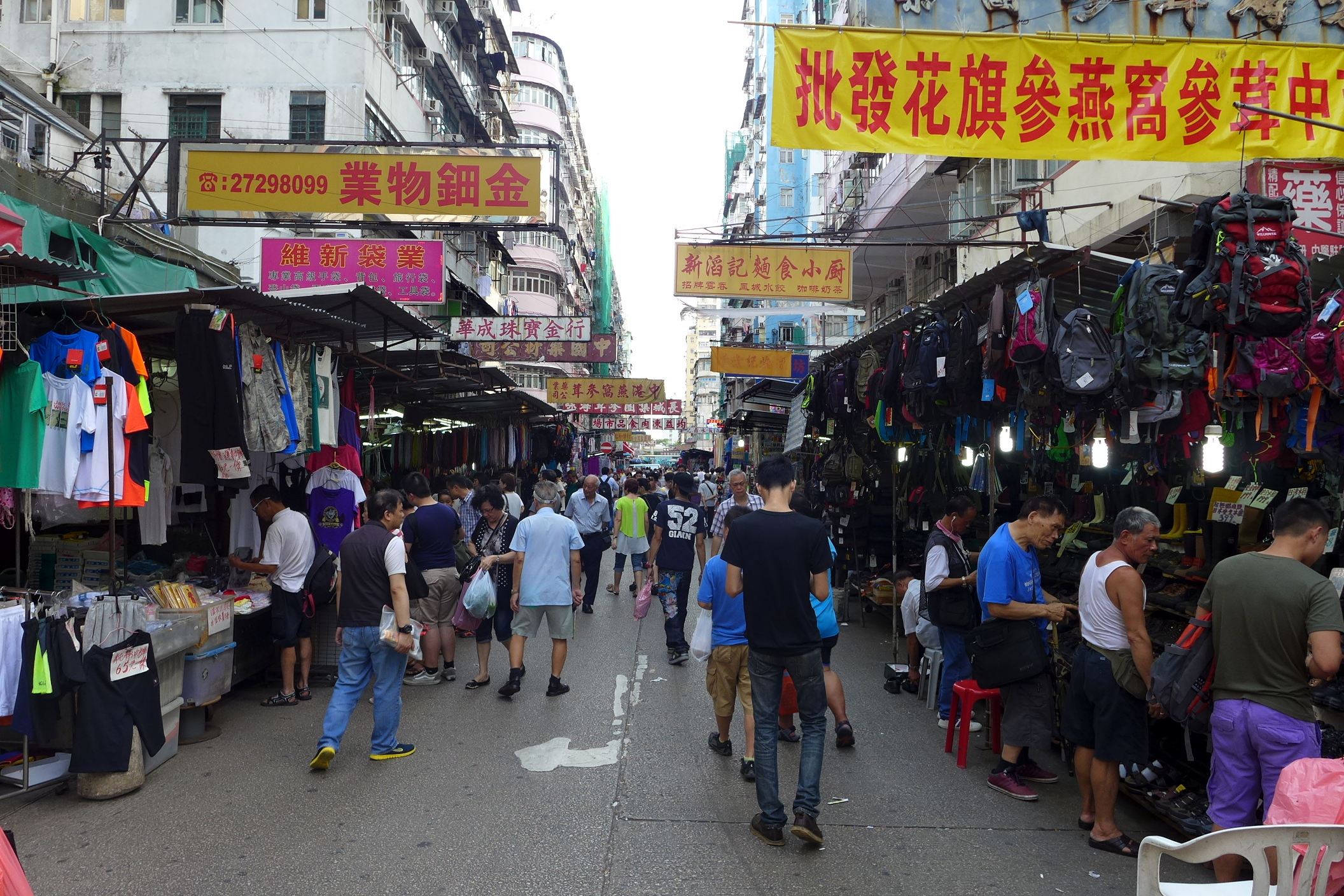
北河街馬路兩旁設小檔口，主要售賣各式各樣的生活用品

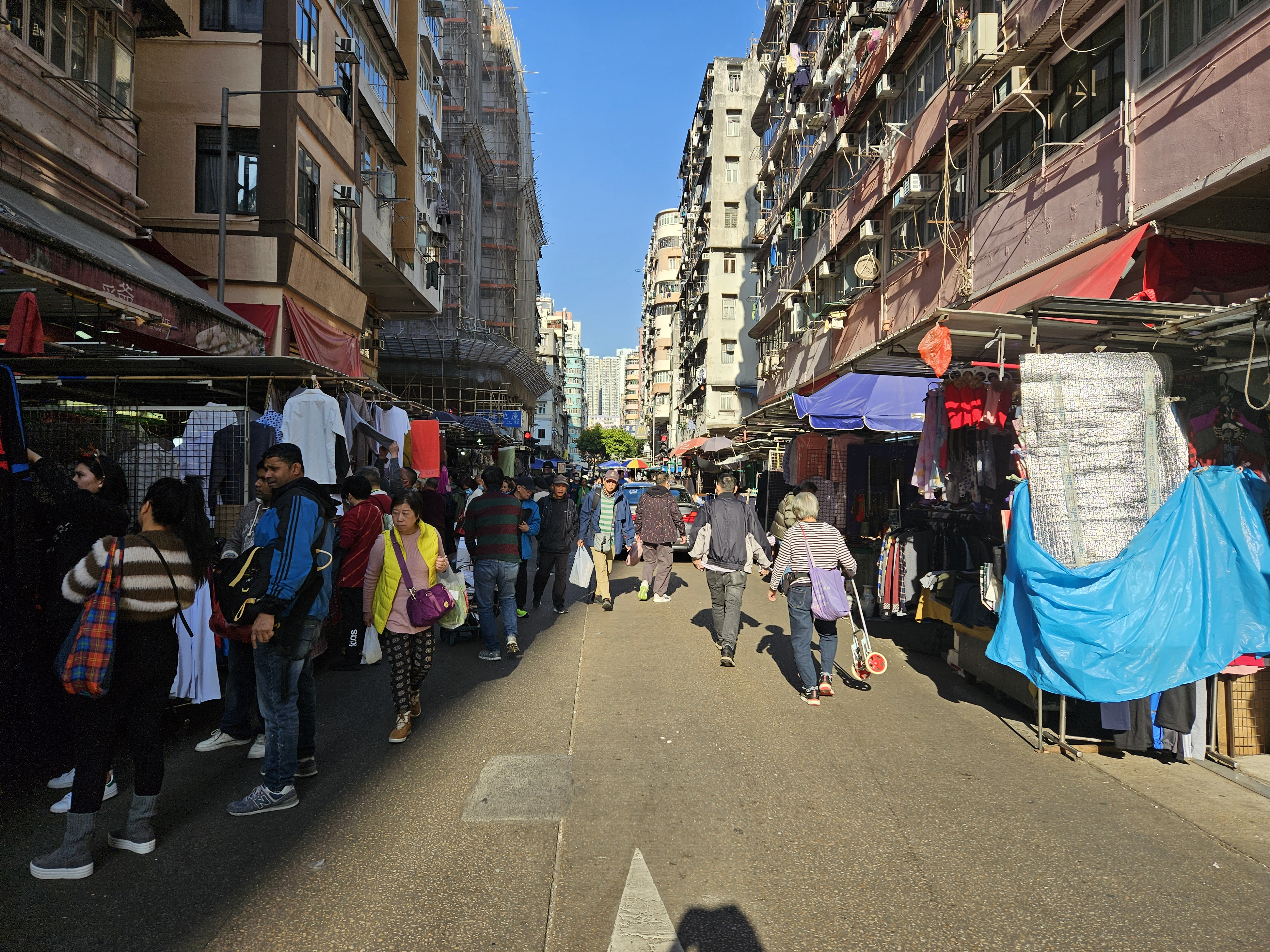
北河街近基隆街

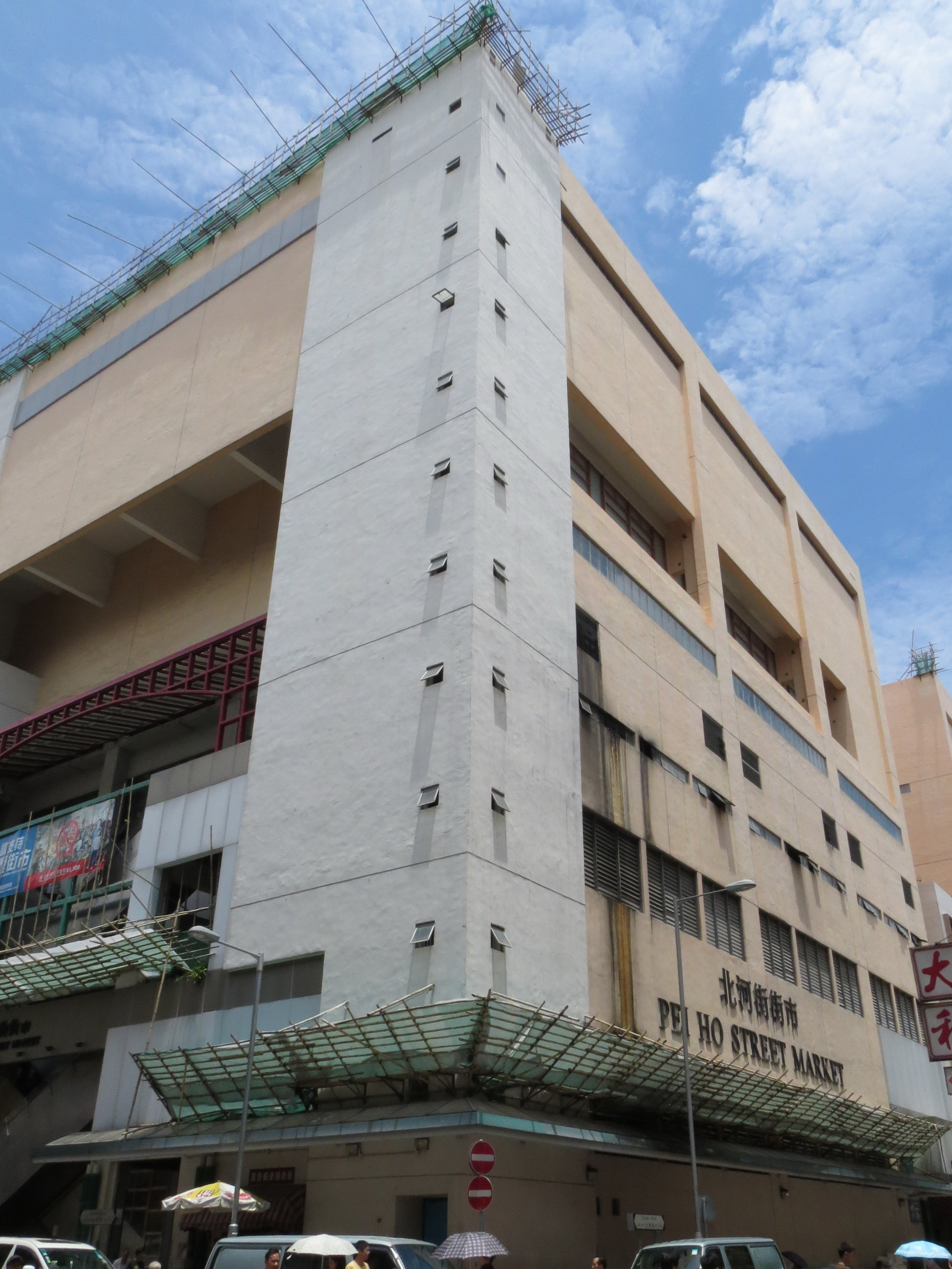
位於大南街（左）與北河街（右）交界的北河街市政大廈

北河街（英語：Pei Ho Street）是香港深水埗區一條街道，與鄰近的桂林街一樣，主要售賣適合成人和小孩穿著的廉價服裝、軍服及雜貨為主。這一類充滿本土風味的市集，在香港已經愈來愈少見。由於舊區租金比較低，令商販經營成本大大減輕，於是「價廉物美」成為北河街購物的一大特色，而該街各段各有不同的特色令其成為深水埗的縮影。
北河街由石硤尾巴域街伸延至通州街公園。即使北河街本身並無任何專營巴士或專綫小巴路線使用，但有多個巴士站都以「北河街」為名。
命名原因：
北河街名稱的由來眾說紛紜，有指是因為當地以前有一條小河涌，名叫北河，亦有說法指以越南北部城鎮北河（Bac Ha），或中國華北河流海河（又稱北河）命名。
現况：
為配合市區重建計畫，介乎通州街與海壇街一段北河街頭段位置已經封閉並重建成公共休憩空間。而北河街1A號在32年前發生一單錶舖槍殺案。相關劫殺案發生於1991年6月9日北河街1A號鐘錶行「信發商行」。案件一直成為懸案。直至2023年11月11日，一名59歲內地男子文穩業，經深圳灣來港乘坐中港車入境，被本港警方發現他是受通緝人士，遂以涉嫌謀殺將他拘捕「案件編號：KCCC2979/2023」 。

## 交匯道路
- 巴域街
- 大埔道
- 青山道
- 元州街
- 福榮街
- 福華街
- 長沙灣道
- 鴨寮街
- 汝州街
- 基隆街
- 大南街
- 荔枝角道
- 醫局街
- 海壇街
- 通州街

## 附近設施

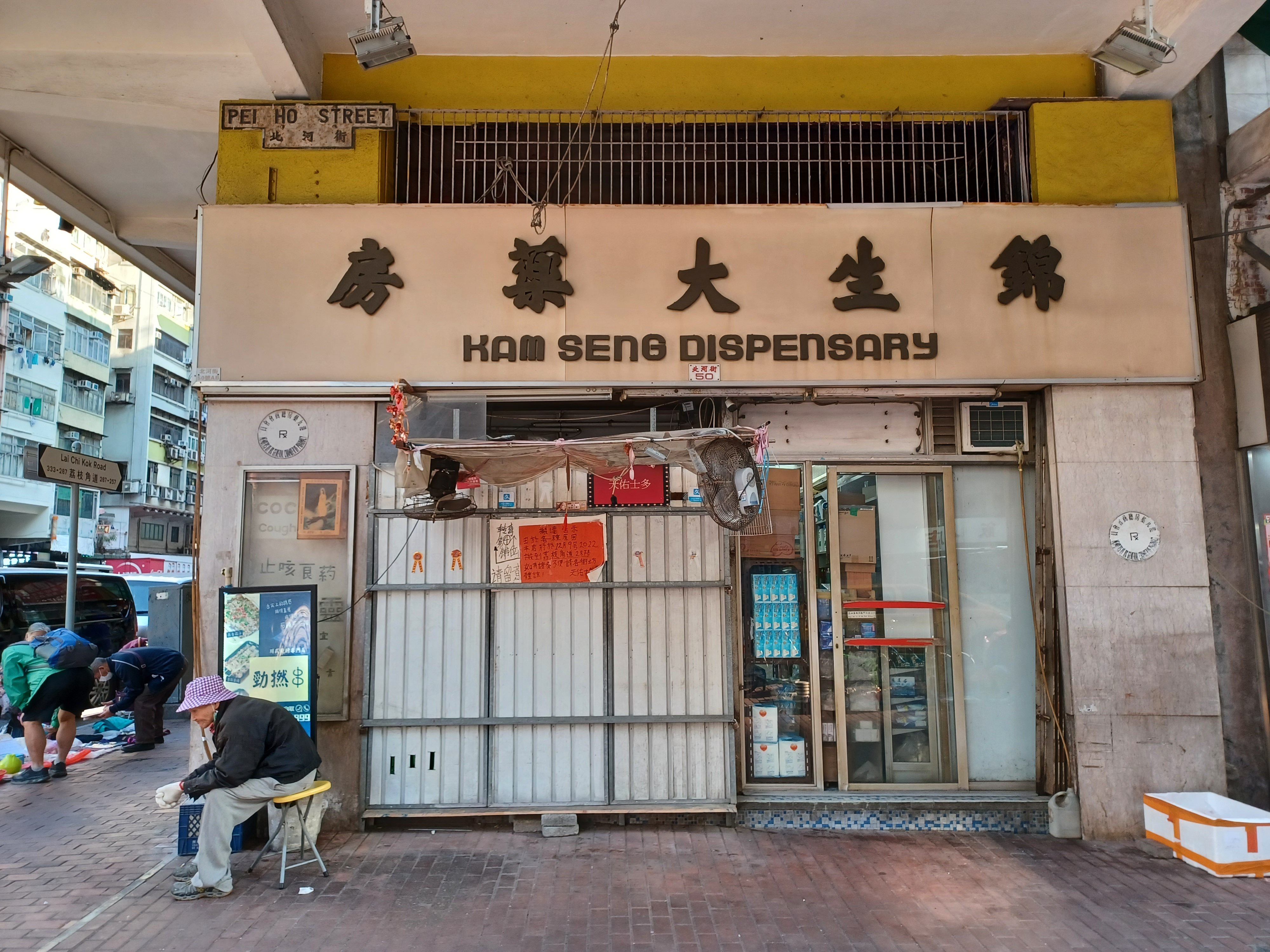
北河街50號

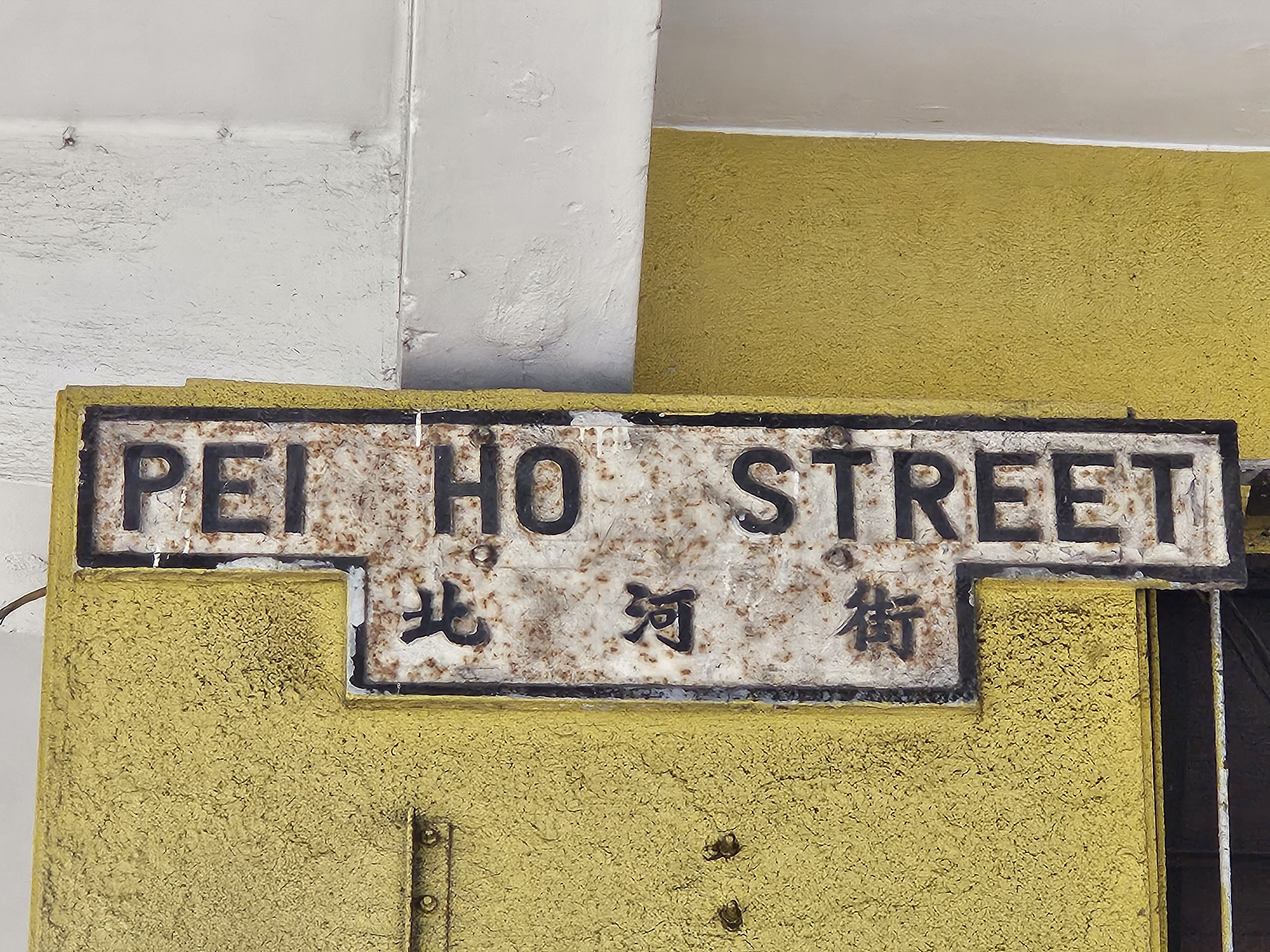
北河街50號方角T型街牌

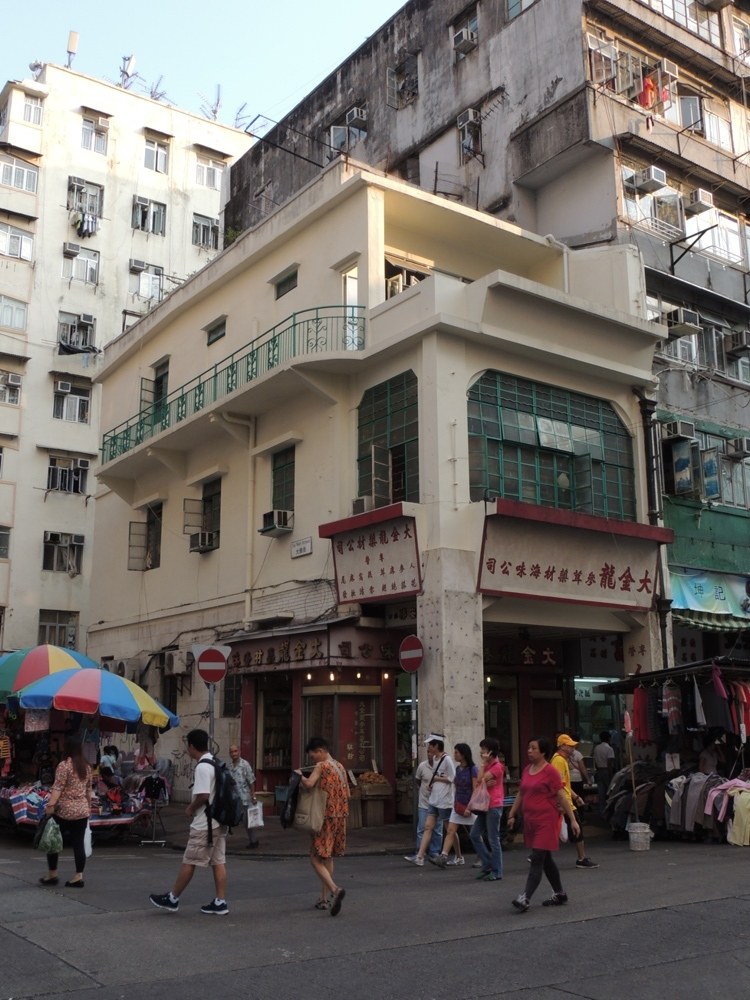
北河街58號

北河街東行巴士站集中在在深水埗站B1出口西面，但城巴有獨立分站在近南昌街一處。西行巴士站分佈在A1出口兩邊。北河街沿途有多間成衣批發商店，還有鴨寮街、黃金電腦商場等購物景點。此外，位於北河街58號（大南街與北河街交界）的三層高建築，在2009年被列為香港二級歷史建築。